# Trận Kinh thành Huế 1885
Trận kinh thành Huế năm 1885 là một sự kiện chính trị, một trận tập kích của quân triều đình nhà Nguyễn do Tôn Thất Thuyết chỉ huy đánh vào lực lượng Pháp. Sự kiện xảy ra vào năm Ất Dậu, tức năm 1885 theo dương lịch.

## Hoàn cảnh lịch sử
Bắc Kỳ sau 1884 có thể coi là bị lọt hết vào bàn tay của quân đội viễn chinh Pháp.
Tại Huế, triều đình cũng chia ra 2 phe: phe chủ chiến có hai ông Tôn Thất Thuyết và Nguyễn Văn Tường, chủ  hòa (còn được gọi là "chủ hàng") có Trần Tiễn Thành, Nguyễn Hữu Độ, Gia Hưng quận vương... Với danh nghĩa Phụ chính đại thần, hai ông Thuyết, Tường, nắm hết quyền hành và ra mặt triệt hạ hết các nhân vật của phe chủ hòa và huy động việc kháng chiến từ Trung ra Bắc. Khâm sai Hoàng Kế Viêm trở ra hoạt động tại Sơn Tây, Trương Quang Đản ở Bắc Ninh, Tạ Hiện ở Nam Định, Phạm Vũ Mẫn, Nguyễn Thiện Thuật ở các tỉnh khác. Các ông này đều là các quan văn võ cao cấp của triều đình, hưởng ứng lời hịch Cần Vương. Bị Pháp phản đối nhiều lần lại thêm thất trận nặng nề nên lúc này ông Tường phải ngoại giao khéo léo với người Pháp để ông Thuyết ngầm tổ chức kháng chiến. Ở Trung, đoàn quân Phấn Nghĩa có hàng vạn người được bí mật sửa soạn chờ ngày tổng phản công. Tại Tân Sở, phe kháng chiến xây dựng một chiến khu với mục đích bên trong tiếp ứng cho Quảng Bình, Quảng Trị, phía ngoài có thể liên lạc với các miền thượng du Thanh Nghệ và có đường rút sang Lào và Xiêm La. Quân đội đóng ở đây có hơn một ngàn với hơn 20 đại pháo. Chiến khu này xét ra là con đường lùi của phe chủ chiến một khi cuộc đánh úp đồn Mang Cá của họ bị thất bại. Tôn Thất Thuyết cũng cho chôn giấu ở đây một nửa ngân khố của triều đình, gồm 300.000 lạng vàng, để chuẩn bị khả năng chiến đấu lâu dài.
Vua Kiến Phúc ở ngôi được hơn 6 tháng thì lâm bệnh qua đời ngày mồng 7 tháng 4 năm Giáp Thân (tức 1 tháng 5 năm 1884) nên em ông là Nguyễn Phúc Ưng Lịch, khi đó mới 12 tuổi, lên ngôi, lấy niên hiệu Hàm Nghi. Để đánh dấu những biến cố trên đây, sĩ phu Việt Nam đă có hai câu thơ:
Nhất giang lưỡng quốc nan phân thuyết
Tứ nguyệt tam vương triệu bất tường
Khâm sứ Rheinart trách cứ rằng việc đặt vua Hàm Nghi lên ngôi không có xin phép nước Pháp và đại tá Guerrier đem 600 quân cùng một đội pháo binh từ Bắc vào Huế để thị uy. Quân Pháp do thiếu tá Guerrier chỉ huy được lệnh chiếm đồn Mang Cá. Sau đó ông Rheinart và Guerrier sang làm lễ phong vương cho vua Hàm Nghi rồi mới rút binh sĩ về Hà Nội.
Bấy giờ, phái chủ chiến ở Huế vì tương quan lực lượng yếu hơn, nên phải chịu chấp nhận. Mặt khác họ cũng lo tổ chức việc bố phòng để chuẩn bị cho trận chiến đấu sắp đến. Thượng thư Bộ Binh Tôn Thất Thuyết cho đặt 300 khẩu thần công lên mặt thành; dựng các tấm thuẫn đan bằng mây tre và bọc hai lớp da trâu để cản bớt sức công phá của đại bác địch trên mặt thành. Mặt khác, ông đã cho vận chuyển khí giới, lương thực ra Tân Sở (Quảng Trị) là hậu cứ của triều đình.

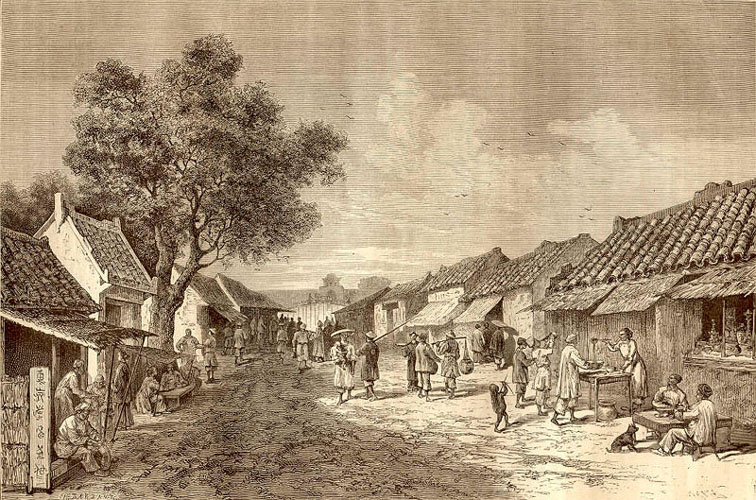
Kinh thành Huế

Theo người Pháp thì có thể rối loạn to về phía triều đình Việt Nam sau khi Hòa ước Thiên Tân ký vào ngày 27 tháng 4 năm 1885, tức năm Quang Tự thứ 11 (Ất Dậu), giữa Patenôtre đại diện Pháp và Lý Hồng Chương đại diện Thanh triều, Pháp liền dốc toàn lực để tiêu diệt cuộc kháng cự của Cần Vương mà thái độ giờ phút đó rất khả nghi và quan ngại.
Về phía triều đình Huế, lợi dụng quân Pháp vừa thua trận ở Lạng Sơn; triều đình gửi công hàm cho Pháp yêu cầu họ rút quân ra khỏi Mang Cá, đồng thời phản đối việc quan lại bị bắt ở Bắc Kỳ, phản đối việc khám xét tàu thuyền và đòi trả lại tiền thuế cho khai thác mỏ và buôn thuốc phiện... Các yêu cầu đó, cùng với việc bố trí phòng thủ, khiến cho Pháp quyết định tiến vào đánh chiếm kinh đô Huế, mục đích là để tiêu diệt cho bằng được nhóm chủ chiến đang nắm ảnh hưởng lớn tại triều đình..
Ngày 21 tháng 5 năm 1885, Bộ trưởng Ngoại giao Pháp chỉ thị cho Lemaitre- Khâm sứ Pháp ở Huế:
"Không thể không trừng phạt hành vi của viên Thượng thư Bộ Binh nước Nam. Ông cho triều đình nước ấy biết rằng chúng ta không chịu để cho ông Thuyết ở chức Phụ chánh lâu hơn nữa. Ông phải đòi người ta bãi chức ông ấy và đưa đi xa...".

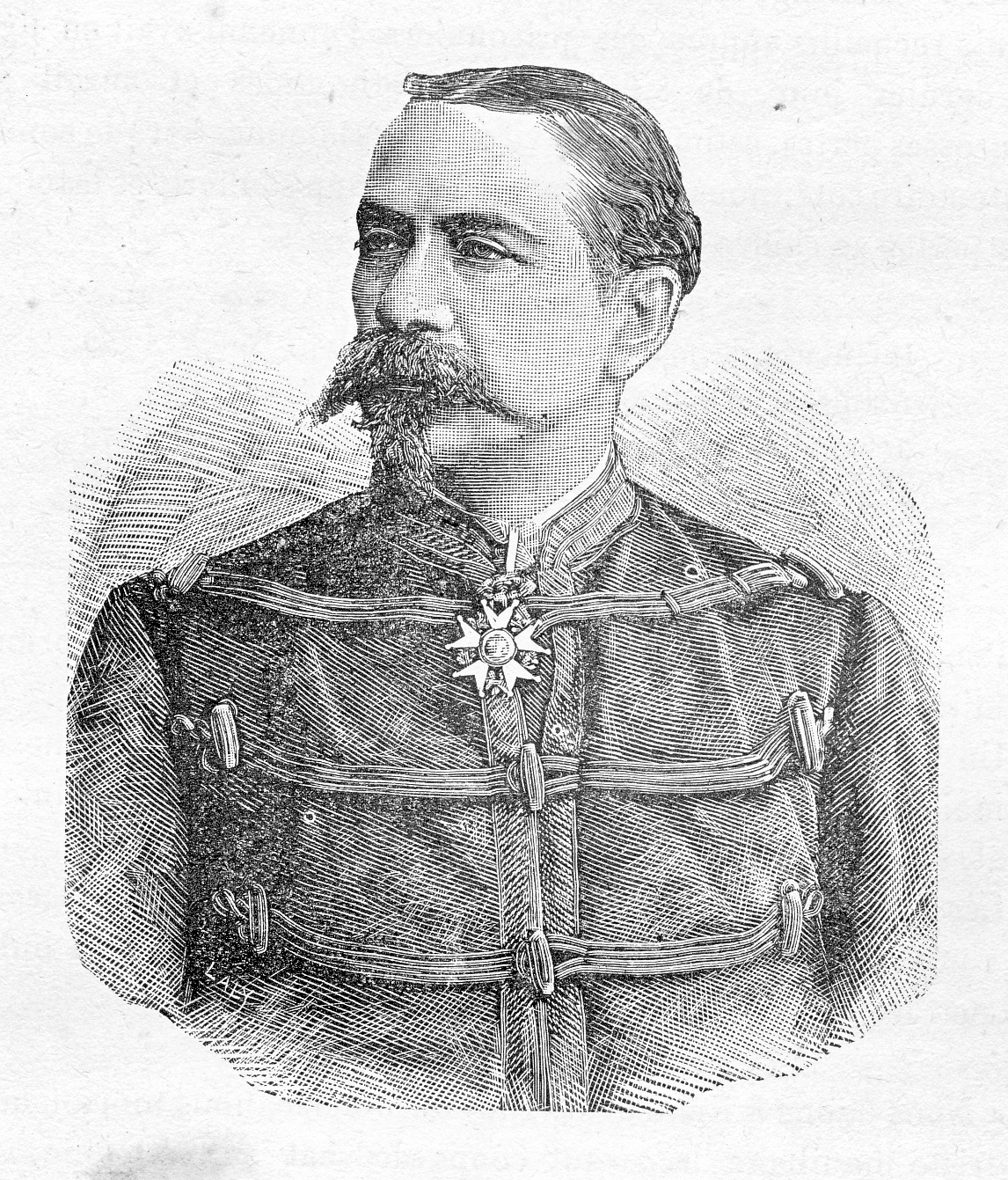
Thống tướng Pháp Henri Roussel de Courcy (1827 - 1887).

Cuối tháng 5 năm 1885, tướng De Courcy được bổ làm Toàn quyền chính trị và quân sự tại Bắc và Trung Kỳ. Vừa đến Việt Nam, ông ta tuyên bố: "Cái gút thắt của vấn đề Việt Nam là ở Huế...". Ngày 18 tháng 4 năm Ất Dậu (tức 12 tháng 5 năm 1885), tướng De Courcy vừa sang tới Bắc Kỳ đã vào ngay Huế bàn việc giao thiệp giữa ông với Nam triều. Ngày 2 tháng 7 năm 1885, De Courcy đến Huế, cùng đạo quân gồm 1 tiểu đoàn lính Phi châu dưới quyền chỉ huy của Tiểu đoàn trưởng Metziuyer, trong đó có 16 sĩ quan và 870 binh lính; 1 đơn vị đặc nhiệm lấy từ tiểu đoàn quân sơn cước do Boines chỉ huy, gồm 3 sĩ quan và 157 lính. Tổng cộng có 19 sĩ quan và 1024 binh lính.
Viên tướng Pháp yêu cầu Nam triều ra lệnh cho sĩ phu và dân chúng tuân phục hoàn toàn chính thể bảo hộ. Để đáp lại việc Tôn Thất Thuyết cho chĩa đại bác từ Đại Nội vào đồn Mang Cá, phía Pháp cho thiếu tá Pernot dẫn quân tuần tiễu quanh Đại Nội. Người thay Rheinard (lúc đó vẫn chỉ là một quan chức nhỏ) là Lemaire, cựu công sứ Pháp tại Thượng Hải thuyết phục được Tôn Thất Thuyết rút đại bác khỏi các vị trí bố phòng nhắm vào quân Pháp. Nhưng phía Pháp không biết được rằng Tôn Thất Thuyết sau khi rút đại bác ra đã bí mật cho chở chúng lên căn cứ Tân Sở.
De Courcy có ý nhân dịp này bắt Tôn Thất Thuyết ngay giữa cuộc đàm phán, do ông này là linh hồn của phe chủ chiến. Thuyết biết mưu này liền cáo ốm không sang và để Nguyễn Văn Tường cùng Phạm Thận Duật sang gặp De Courcy. Theo đại úy Gosselin, nhược điểm lớn nhất của De Courcy là việc ông này hoàn toàn mù quáng về tình hình Việt Nam. Ông cứ tưởng triều đình và dân chúng An Nam khiếp nhược trước sức mạnh của Pháp, và đề nghị với Paris giải quyết tình hình bằng vũ lực.
Khi hiệp thương với Nguyễn Văn Tường và Phạm Thận Duật, tướng De Courcy đã yêu cầu chỉ khi nào Tôn Thất Thuyết lành bệnh thì mới định ngày vào gặp vua, đồng thời cử bác sĩ Maugin sang chữa bệnh cho ông, đòi ông Thuyết nếu ốm thì nằm cáng mà sang sứ quán Pháp nhưng Thuyết không chịu. Ngoài ra, Pháp còn đặt điều kiện là khi phái đoàn vào đến Hoàng thành, vua Hàm Nghi phải bước xuống ngai vàng đích thân ra đón. Ông ta còn đòi tất cả nhân viên trong phái đoàn của Pháp, phải được đi vào Đại Nội bằng của chính Ngọ Môn chứ không chịu đi một mình. De Courcy khước từ quà tặng của vua Hàm Nghi, và tuyên bố "nếu các người muốn yên ổn, thì trong 3 ngày phải nộp 200.000 thỏi vàng, 200.000 thỏi bạc và 200.000 francs". Sự ngạo mạn và lăng nhục của phía Pháp khiến phe chủ chiến tức giận và quyết định ra tay trước

## Diễn biến trận đánh

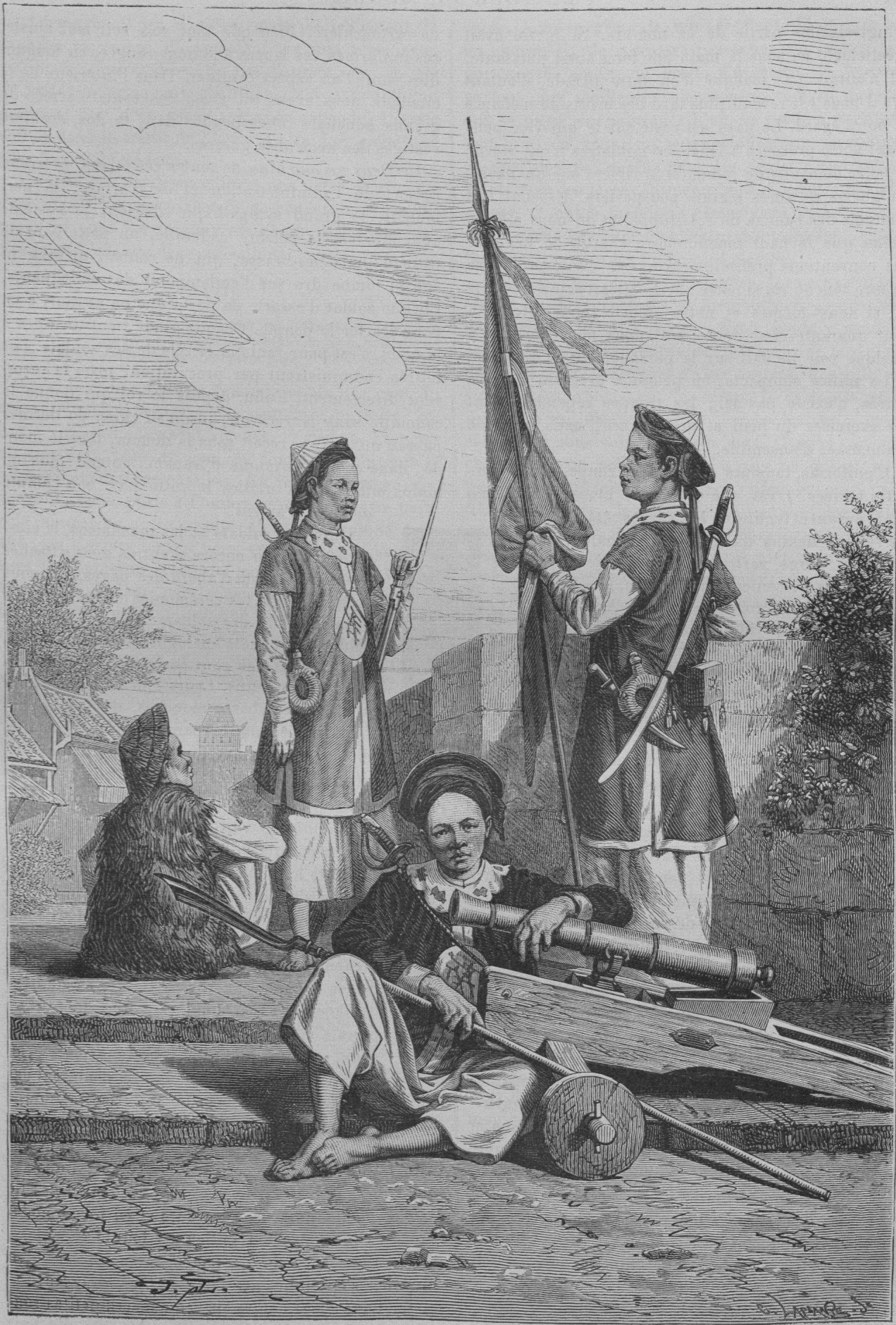
Binh lính thời nhà Nguyễn

Ngày 4 tháng 7 (tức 22 tháng 5 âm lịch), Tôn Thất Thuyết lệnh cho binh sĩ đặt đại bác hướng về phía tòa Khâm Sứ và đồn Mang Cá là hai địa điểm đóng quân của địch. Gần tối, Trần Xuân Soạn lần lượt cho đóng hết các cửa thành và đặt thêm súng thần công ở phía trên. Đêm đó, Tôn Thất Thuyết bí mật chia quân ở các dinh vệ làm hai đạo; một đạo giao cho em là Tôn Thất Lệ chỉ huy, nửa đêm dùng đò vượt sông Hương, sang hợp cùng với quân của Đề đốc thủy sư và Hiệp Lý đánh úp Tòa Khâm Sứ. Ngay trong đêm, họ đã phối hợp cùng 5.000 thủy binh của triều đình ở các trại dọc bờ sông để nổ súng tấn công. Pháo binh ở đông nam kinh thành Huế cũng nổ súng yểm trợ cho đội quân này.
Tôn Thất Thuyết cùng Trần Xuân Soạn ở bên này sông, sẽ chỉ huy đánh vào Trấn Bình đài; nhằm tiêu diệt đội quân tiếp viện của Pháp mới từ miền Bắc vào đang trú đóng ở đây. Ông còn cử một toán quân mai phục ở cầu Thanh Long, đề phòng Đại tá Pernot là người chỉ huy đội quân ở Mang Cá và các sĩ quan thuộc hạ ở Tòa Khâm Sứ về, qua cầu này thì đánh úp ngay. Tôn Thất Thuyết chỉ huy đội quân thứ ba, đóng ở Hậu Bộ phía sau Đại nội vừa làm nhiệm vụ trợ chiến vừa làm dự bị.
Đêm 4, sáng ngày 5 tháng 7 năm 1885, trong khi người Pháp khao thưởng quân đội thì vào một giờ sáng Thuyết và Soạn cho bắn một phát đại bác làm hiệu lệnh để nhất tề tấn công vào Trấn Bình Đài, trong khi đó, bên kia sông, Tôn Thất Lệ chỉ huy quân cũng đồng loạt tấn công vào Tòa Khâm Sứ và Sứ quán Pháp. Tiếng đại bác vang động khắp kinh thành.
Quân Pháp bị bất ngờ nhưng vẫn giữ thế thủ để chờ buổi sáng. Họ ẩn núp trong trại không chịu ra ngoài trong khi đại bác quân Nguyễn bắn sập mái nhà và lầu tòa Khâm Sứ. Còn phía đồn Mang Cá thì thậm chí Trần Xuân Soạn đã dùng cả tù nhân được sung binh đi phóng hỏa trại quân Pháp. Quân Nam hò reo và liên tục bắn súng. Nhà cửa trong Tòa khâm sứ cháy tứ tung, khói lửa bốc lên ngùn ngụt, thiêu cháy nhiều trại lính, chuồng ngựa. Quân Nam quyết tràn vào chiếm Tòa, một toán quân Pháp do trung úy Boucher nổ súng chống cự, ngăn chặn quân Nam tràn vào. Lính Pháp đang ngủ, chợt thức dậy, kẻ bị bắn, kẻ bị chết cháy, số bị thương khá nhiều. Một số sóng sót chạy ra vơ lấy súng ống, mình trần như nhộng, nhiều người không kịp mặc áo. Họ được lệnh tập trung ở một địa điểm xa tầm đạn của quân Nam. Tòa Khâm sứ và đồn Mang Cá cách xa 2500m và ngăn cách bằng dòng Sông Hương, vì thế họ không thể cứu viện lẫn nhau.
Về tình hình ở Tòa khâm sứ vào đêm hôm đó, A.Delvaux (ngoại vụ Pais) đã viết trên BAVH- 1916 như sau (BAVH 1916, sdd tr 76):
"Một trong những phát đạn đại bác bắn từ ổ pháo phía Đông đã làm thủng mái và nền nhà của nhà Phái bộ (tức Tòa Khâm sứ).
Các trại lính của đại đội 27 và 30 của Tiểu đoàn 4 Thủy quân lục chiến bị cháy cùng một lúc với chỗ để đồ đạc của Phái bộ và các nhà hậu cần. Binh lính chạy đến bức tường bằng cửa phía trước của tòa nhà đối diện với trại binh. Ông De Courcy chỉ huy 160 người, bố trí cứ một cửa sổ hai người, biến ngôi nhà thành một pháo đài. Hàng loạt đạn súng trường bắn ra nhưng quan trọng nhất là sáu cỗ đại bác ở góc đông của Kinh thành đã cầm chân 1500 quân tấn công không có nhiều súng ống và ở cự ly xa. Cũng may là căn nhà để điện thoại ở cách xa nhà phái bộ 300m không bị đạn, nhờ vậy mà ông tướng (tức De Courcy) có thể liên lạc với đồn Thuận An. Ông tướng bị kẹt trong gian nhà chính giữa rất lo cho số phận của đồn Mang Cá. Đến sáng thì khẩu đội pháo gồm hai khẩu đại bác hướng nòng về phía Tây nhà phái bộ đã bị một trung đội thủy quân lục chiến tiến đánh tập hậu và chiếm được..."

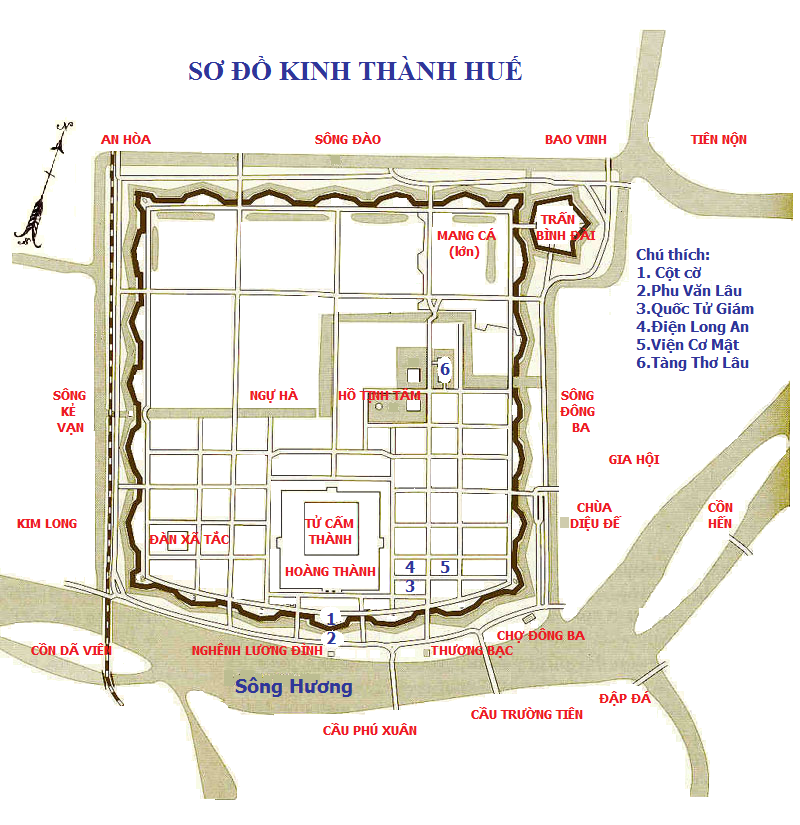
Kinh thành Huế

Khi mặt trời hé mọc, quân Pháp phản công. Họ chở súng lên đài và nóc tàu bắn qua hạ được quân Nguyễn rất nhiều, Hoàng thành và cung điện nhiều nơi bị phá hủy. Pháo hạm Javelin cấp tập bắn dọn đường cho bộ binh Pháp phản công. Dưới sự chỉ huy của Pernot, quân Pháp chia quân làm 3 cánh để tiến vào kinh thành. Họ xung phong từng đợt một, chiếm lĩnh các vị trí cửa chắn then chốt, để tràn vào các cửa Đông Ba, Thượng Tứ, Chánh Đông, Chánh Tây, An Hòa… Một toán từ Cửa Trài phá cầu Thanh Long, vượt sông Ngự Hà tiến vào Lục Bộ, cố tấn công cửa Hiển Nhơn để mở đường vào Đại Nội. Toán quân thứ hai vượt Cầu Kho, tấn công quân Nam đang tử thủ ở vườn Thượng Uyển, đồng thời cũng để tiếp ứng cho toán quân đang tìm cách phá vỡ cửa Hiển Nhơn (cửa phía Đông vào Đại Nội).
Bị bất ngờ phản công, ban đầu quân Nam chống cự rất anh dũng, bắn thủng ruột thiếu úy Pellicot. Các vọng lâu được sử dụng làm pháo đài, trên thành, quân Nam bắn xuống xối xả. Quân Pháp đánh vào một pháo đài có chứa thuốc súng, nhưng pháo đài bốc cháy, một toán quân Phi và một chỉ huy bị nổ tung, chết cháy ngay tại trận.
Về bên phía Tòa Sứ, đoàn quân của Cheroutre cũng tiến sang... Họ cố tràn lên, nhưng bị quân Nam nổ súng chặn lại. Trung úy Lacroix bị thương; thiếu úy Heitschell khi sắp qua cầu thì một thùng thuốc súng phát nổ, bị chết cháy tại chỗ. Cuối cùng, quân Pháp cũng tiến được vào thành, cùng lúc đó, quân của Bornes và Sajot cũng vừa tiến vào
Trước sự phản công của quân Pháp, quân triều đình không giữ được thành, cả hai đạo quân của triều đình ở bên trong và bên ngoài chống không nổi, tan vỡ, tháo chạy về phía Lục Bộ và tràn ra cửa Đông Ba. Tại đây đã họ bị toán quân của Pháp từ phía Cửa Trài tiến lên bao vây. Cuộc giết chóc tàn bạo chưa từng có đã xảy ra: hơn 1.500 người dân và binh lính triều đình đã ngã xuống trong đêm hôm đó vì bị trúng đạn của Pháp, hay một số do chen lấn, giẫm đạp lên nhau khi cố vượt ra khỏi Kinh thành. Hầu như không có gia đình nào không có người bị tử nạn trong đêm binh biến này.
Quân Pháp tiến được vào thành, họ hạ cờ triều đình Huế xuống, treo cờ tam tài lên kỳ đài. Sau đó, họ tiếp tục tiến vào Đại Nội, rồi ra sức đốt phá, hãm hiếp, giết chóc, cướp bóc không từ một ai. Một toán quân Pháp đốt trụi trụ sở Bộ Lại, Bộ Binh và các kho thuốc súng. Quân Pháp chia nhau chiếm giữ các kho tàng, cung điện, thu được nhiều vàng bạc và số tiền hơn một triệu quan, là số tiền mà triều đình không kịp mang đi... Trưa hôm đó, họ chia nhau đi đốt hoặc vùi lấp những thi hài của quân và dân Nam chết trong trận đánh.
Nguyễn Văn Tường thấy thế nguy liền vào Nội yêu cầu nhà vua xuất cung. Hữu quân Hồ Văn Hiển phò giá, đưa Hoàng gia ra cửa tây nam. Từ Dũ thái hậu ủy Tường ở lại lo việc giảng hòa, Thuyết chạy kịp theo, còn chừng trăm người.

## Kết cục
Kiểm điểm lại trận đánh tại Kinh thành đêm 22 tháng 5 năm Ất Dậu (1885), thất bại hoàn toàn về phía triều đình Huế. Pháp chỉ chết có 16 người, bị thương 80 người, còn quân Nam chết đến 1.200-1.500 người. Quân Pháp khi chiếm được kho vũ khí thu được 812 súng thần công, 16.000 súng hỏa mai, khí giới, lương thực mất đến hàng triệu bạc. Dù đã chuẩn bị khá cẩn thận trong việc tấn công đồn địch, nhưng vì thiếu thông tin liên lạc, nhất là khi phải đánh đột kích trong đêm tối, hơn nữa vũ khí yếu kém, không có sức công phá lớn và không thể bắn được tầm xa nên quân Nam đã thua trận. Quân Pháp chiếm được một số lớn của cải mà triều đình chưa kịp chuyển đi, gồm 2.6 tấn vàng và 30 tấn bạc, trong số này chỉ có một phần rất nhỏ sau này được hoàn lại cho triều đình Huế. Còn lại, số 700.000 lạng bạc phải được 5 lính Pháp đóng hòm trong 5 ngày mới xong và chở về Pháp.

### Quân Pháp cướp phá kinh thành
Quân đội Pháp đã cướp bóc, đốt phá và giết hại người dân rất dã man. Không chỉ hàng vạn người bị giết hại mà kinh thành Huế còn bị cướp đi phần lớn những tài sản quý báu nhất.
Linh mục Père Siefert, nhân chứng sự kiện này đã ghi lại: “Kho tàng trong hoàng cung đã mất đi gần 24 triệu quan vàng và bạc… Cuộc cướp cạn ấy kéo dài trong 2 tháng còn gây tai tiếng hơn cuộc cướp phá Cung điện Mùa Hè của Thanh Đế ở Bắc Kinh”. Cũng theo Père Siefert, khi đối chiếu với bảng kiểm kê tài sản của hoàng gia, thì quân Pháp đã cướp “228 viên kim cương, 266 món nữ trang có nạm kim cương, hạt trai, hạt ngọc, 271 đồ bằng vàng trong cung của bà Từ Dũ. Tại các tôn miếu thờ các vua… thì hầu hết các thứ có thể mang đi… đều bị cướp”
Quốc Sử quán triều Nguyễn ghi: riêng tại Phủ Nội vụ ở tầng dưới cất giữ 91.424 thỏi bạc đỉnh 10 lạng, 78.960 thỏi bạc đỉnh 1 lạng; tầng trên cất giữ khoảng 500 lạng vàng, khoảng 700.000 lạng bạc; kho gần cửa Thọ Chỉ cất giữ 898 lạng vàng, 3.400 lạng bạc. Toàn bộ số vàng bạc này đã bị Pháp chiếm. Tướng De Courcy, chỉ huy cuộc tấn công vào kinh đô Huế, ngày 24/7/1885 đã gửi cho chính phủ Pháp một bức điện với nội dung sau: “Trị giá phỏng chừng các quý vật bằng vàng hay bằng bạc dấu kỹ trong các hầm kín là 9 triệu quan. Đã khám phá thêm nhiều ấn tín và kim sách đáng giá bạc triệu. Xúc tiến rất khó khăn việc tập trung những kho tàng mỹ thuật. Cần cử sang đây một chiếc tàu cùng nhiều nhân viên thành thạo để mang về mọi thứ cùng với kho tàng”. Ngoài ra, trong quá trình quân Pháp truy đuổi Tôn Thất Thuyết từ tháng 7/1885, đã thu giữ ở tỉnh Quảng Trị 34 hòm bạc chứa 36.557 tiền bạc và 6 hòm bạc chứa 196 thỏi bạc, mỗi thỏi 10 lạng và 18.696 tiền bạc.
Đến tháng 5, niên hiệu Đồng Khánh nguyên niên (1886), Nhà Nguyễn dưới thời trị vì của vua Cảnh Tông, chính quyền Pháp mới đồng ý trao trả lại 1/2 số báu vật đã cướp. Sách Đại Nam thực lục ghi "Toàn quyền đưa thư đến nói: Một nửa vàng, bạc giao trả nước ta, còn một nửa mang về đúc bạc đồng và sung cho tập binh 2 năm, cùng là chi phí các công tác. Vua chuẩn cho Thị lang bộ Hộ là Hồ Lệ và Hộ lý Nội vụ là Nguyễn Huề hội đồng với quan Pháp mà kiểm nhận". Trên thực tế thì tổng số tài sản mà triều đình Huế nhận được không tới 1/2, nhiều nhà nghiên cứu cho rằng, vì chính quyền Nam Triều xin người Pháp ưu tiên trao trả lại các bảo vật của hoàng triều như ấn tín, sách vàng và đồ thờ tự, nên số vàng bạc kim ngân bị cắt giảm bớt. Theo số liệu từ Bảo tàng Monnaie de Paris, phần Pháp giữ lại gồm 1.335kg vàng và 14.630kg bạc.

### Triều đình Hàm Nghi rút khỏi kinh thành, tiếp tục kháng chiến
Theo báo cáo của tướng De Courcy sáng ngày 5 tháng 7 cho Toàn quyền Đông Dương:
"Huế, ngày 5/7 vào lúc 3 giờ sáng. Phái bộ và Mang Cá bị bất ngờ tấn công bởi toàn bộ binh lực của Kinh thành. Toàn thể khu vực của Thủy Quân lục chiến bằng nhà tranh xung quanh Phái bộ đều bị đạn pháo và người đốt cháy. Tòa nhà phái bộ nguyên vẹn. Không có tổn thất gì đáng kể. Không có tin tức gì về Mang Cá là nơi đóng quân của tiểu đoàn 3 lính Phi châu. Kinh thành bị bốc cháy nhiều nơi; súng lớn và súng nhỏ nổ nhiều. Tôi nhìn theo hướng của hỏa lực, tôi chắc rằng địch đã bị đẩy lui. Tôi bảo vệ được căn nhà tranh đặt điện thoại. Tôi đã ra lệnh cho Hải Phòng đưa quân đóng ở đó vào. Tôi không thấy có gì đáng lo ngại.
De Courcy
Huế, ngày 5 tháng 7 vào lúc 11 giờ sáng".
"Kinh thành đã nằm trong tay chúng tôi với 1100 cỗ đại bác.
Quân đội chiến đấu tuyệt vời, đầy tin tưởng. Các thiệt hại khá lớn.
Quân Annam tấn công lúc 1 giờ sáng cùng một lúc về phía khu vực trong Kinh Thành, nơi chúng tôi đóng, và về phía khu vực Phái bộ (tức đồn Mang Cá).
Những kẻ tấn công với hơn 30.000 người, lúc đầu đã đốt cháy chỗ đóng quân bằng nhà tranh ở Mang Cá, và chỗ đóng quân Thủy quân lục chiến ở khu vực Phái bộ.
Tất cả trang thiết bị đều bị cháy trụi, nhưng cứu được đạn dược và lương thực. Ngôi nhà phái bộ mang nhiều vết đạn pháo.
Tôi đang tổ chức phòng thủ để đẩy lùi đợt tấn công có thể xảy ra vào tối mai, tối thiểu cũng nhằm vào Phái bộ.
Không có gì phải lo ngại. Điều binh có trật tự để củng cố đồn.
De Courcy"
Sáng ngày 23, vua Hàm Nghi rút lui khỏi Huế, xa giá nghỉ ở Trường Thi một lát rồi lên đường đi Quảng Trị. Nguyễn Văn Tường được lệnh ở lại thu xếp mọi việc. Trưa hôm ấy, ông nhờ Giám mục Caspard đưa ra gặp thống tướng De Courcy, ông Tường được đến trú tại Thương bạc viện và bị đại úy Schmitz coi giữ. Pháp buộc ông ta nội hai tháng phải thu xếp cho yên mọi việc. Ông Tường gửi sớ ra Quảng Trị xin rước Tam cung về lại kinh thành.
Trong khi đó, Thuyết đem vua Hàm Nghi chạy ra Tân Sở (Quảng Trị) người Pháp treo giải 2000 lạng bạc cái đầu của ông Thuyết và ai bắt được vua Hàm Nghi thì được thưởng 500 lạng.
Từ Dụ hoàng thái hậu viết thư mấy lần khuyên cháu trở về nhưng vô hiệu. Từ Trung ra Bắc, phong trào Cần Vương bắt đầu. Sau biến cố này, mọi việc trong triều do khâm sứ Pháp điều khiển hết. Giữa hôm vua Đồng Khánh bước lên ngai vàng thì Tôn Thất Thuyết tung ra bài hịch Cần Vương. Sau đó hai tháng người Pháp cách chức Nguyễn Văn Tường đày đi Haiti, lập vua Đồng Khánh lên ngôi ngày 14 tháng 9 năm 1885.
Kể từ đó về sau, ngày 23 tháng 5 âm lịch trở thành ngày giỗ lớn hàng năm của người dân Huế. Năm 1894, bộ Lễ đã cho xây về phía trước Hoàng thành một cái Đàn gọi là Đàn Âm Hồn, đàn có diện tích 1.500m2; gần cửa Quảng Đức, là địa điểm mà Tôn Thất Thuyết đã trực tiếp chỉ huy quân triều đình đánh vào đồn Mang Cá, nhưng nay không còn dấu tích. Quan Đề đốc Hộ Thành được cử đến làm chủ tế hàng năm. Hiện nay, trong khu vực Thành Nội Huế (tại ngã tư Mai Thúc Loan - Lê Thánh Tôn) vẫn còn miếu Âm Hồn để tưởng niệm những người chết trong cơn binh lửa.